# Ken'ichi Ogata
Ken'ichi Ogata (緒方 賢一 Ogata Ken'ichi?,  Tagawa, Prefectura de Fukuoka, Japón, 29 de marzo de 1942) es un actor de voz japonés. Algunos de sus proyectos más importantes han sido Ranma ½ como Genma Saotome, Mahōjin Guru Guru como Kita Kita Oyaji, Detective Conan como el profesor Hiroshi Agasa, Atashin'chi como el Padre, e InuYasha como Myōga.
El trabajo en el que tuvo que interpretar más voces fue en las series Super Robot Wars. Estuvo afiliado a Aoni Production y ahora lo está con Umikaze.

## Biografía
Ogata es hijo del comediante japonés Kenichi Enomoto. Después de graduarse de la escuela primaria, estudió gastronomía y luego asistió a la secundaria, donde quería convertirse en comediante, y trabajó en algunas compañías de teatro. Su debut como seiyū fue en Mazinger Z, y ha seguido actuando desde entonces.
Es reconocido por su suave voz única y también por sus roles de villano. Tiene una reputación establecida por su rol en Tensai Bakabon.

## Filmografía

### Anime
- Alcatraz Connection (Areji)
- Anmitsu Hime (Wantan)
- Aria (Maestro)
- Armored Trooper Votoms (Boror)
- Atashin'chi (Padre)
- Binchō-tan (Madake-jiichan)
- Blood+ (Ted A. Adams)
- Bomberman Jetters (Doctor Ein)
- Bye-Bye Liberty Crisis (Ed)
- Calimero (Gallettoni)
- Captain Future (Grag)
- Captain Harlock (Chief Engineer Maji)
- Detective Conan (Professor Hiroshi Agasa)
- Cyborg 009 (Personajes desconocidos)
- Combat Mecha Xabungle (Kashim King)
- Combattler V (Girua, Dangeru)
- Cyber Team in Akihabara (Shimabukurō Sengakuji)
- Dokkiri Doctor (Rokoro Shibuya)
- Dokkoida (Kurisaburou Kurinohara, Doctor Marron Flower)
- Dragon Ball Daima (Sir Warp)
- Dragon Quest: Dai no Daibōken (Abuelo Blass)
- Excel Saga (Aesop)
- Fang of the Sun Dougram (Nanashi)
- Flame of Recca (Kokū)
- Fresh Pretty Cure (Tiramisu)
- Gaiking (Hayami Bunta)
- Game Center Arashi (Ippeita)
- Getter Robo (General Bat)
- Great Mazinger (Ankoku Daishogun, Nuke)
- Grendizer (Brackky)
- Guyver (Genzō Makishima/Enzyme)
- In Memory of the Walther P-38 (Bomū)
- InuYasha (Myōga)
- Juushin Enbu Hero Tales (Sonnei)
- Kimagure Orange Road (Jingoro, Abuelo de Kyosuke)
- The King of Braves GaoGaiGar (Leo Shishio)
- Hoshi No Kaabii (King Dedede)
- Legend of the Mystical Ninja (Ebisumaru)
- Maeterlinck's Blue Bird: Tyltyl and Mytyl's Adventurous Journey (Spirit of Fire)
- Magical Angel Sweet Mint (Vinegar)
- Mahōjin Guru Guru (Udberg "Kita Kita Oyaji" Eldol)
- MÄR (Vidar)
- MegaMan NT Warrior (TopMan)
- The Melancholy of Haruhi Suzumiya (Shamisen)
- Mobile Suit Gundam (Denim)
- My Hero Academia 2 (Gran Torino)
- Nana (Andou)
- Nintama Rantarou (Papá de Shinbei)
- One Piece (Gorōsei)
- One Punch Man (Dr. Kuseno / Kusêno hakase)
- Osomatsu-kun (1988) (Dayōn)
- Outlaw Star (Elder)
- Pinky and the Brain (Brain (Maurice LaMarche))
- Pokémon (John, Rohho, líder de la villa)
- Pokémon Advanced Generation (Tessen)
- Power Stone (Aporusu)
- Ranma ½ (Genma Saotome (original), Narración (remake))
- Robin Hood no Daibōken (Friar Tuck)
- Samurai Pizza Cats (Guru Lou)
- Sexy Commando Gaiden: Sugoiyo! Masaru-san (Bosu)
- Sgt. Frog (Keroro's father)
- Shōkoku no Altair (Şehir Halil Pasha)
- Space Battleship Yamato (Analyzer)
- Space Emperor God Sigma (Maruchīno)
- Steel Jeeg (Ikima)
- Tate no Yūsha no Nariagari como Beloukas
- Tate no Yūsha no Nariagari Season 2 como Beloukas
- Tenchi Universe (Azaka, both Guardian and Knight)
- Series Tensai Bakabon
  - Ganso Tensai Bakabon (Varios papeles pequeños)
  - Heisei Tensai Bakabon (Varios papeles pequeños)
- The Wonderful Adventures of Nils (Lasse)
- The Third (Noru)
- Series To Love Ru
  - To Love-Ru (Director de Sainan)
  - To Love-Ru Darkness (Director de Sainan)
- Treasure of the Golden Suns (Bigtime Beagle (Frank Welker))
- Trigun (Padre Nebraska)
- UFO Baby (Housho Sayonji)
- Urusei Yatsura (Padre de Ataru)
- Vandread Second Stage (Taraak Elder)
- Wakusei Robo Danguard Ace (Gudon, Rugā)
- Series World Masterpiece Theater
  - Ai Shoujo Pollyanna Monogatari (Tom)
  - The Bush Baby (Kurankushou)
  - Nanatsu no Umi no Tico (Alphonse Aldretti)
  - Peter Pan no Boken (Smee)
  - Watashi no Ashinaga Ojisan (George)
- Yu Yu Hakusho (Tarukane)

### OVA
- Apocalypse Zero (Director de la secundaria, Kagenari)
- Dangaioh (Capitán Garimoth)
- Final Fantasy: Legend of the Crystals (Ra Devil)
- The King of Braves GaoGaiGar Final (Leo Shishio)
- Legend of the Galactic Heroes (Marinesk)
- Ranma ½ OVA (Genma Saotome)
- Saber Marionette R (Ojiji)

### Animación en Películas
- Detective Conan: El Puño de Zafiro Azul (Hiroshi Agasa)
- Dōbutsu no Mori (Kotobuki)
- Series InuYasha (Myōga the Flea)
- Lupin III: Legend of the Gold of Babylon (Sam)
- Mahōjin Guru Guru (Udberg "Kita Kita Oyaji" Eldol)
- Memories (Ōmaeda)
- Series Space Battleship Yamato (Analyzer)
- Series Urusei Yatsura (Padre de Ataru)
- Violinist of Hameln (Bass)

### Juegos de vídeo
- Ape Escape 2 y 3 (Ukki White)
- Arc the Lad (Chongara)
- Blue Dragon (Fūshira)
- Brave Fencer Musashi (Tekīra)
- Crash Bandicoot (Aku Aku (Mel Winkler, Greg Eagles))
- Sengoku Basara (Shimazu Yoshihiro)
- Ganbare Goemon (Ebisumaru)
- Mana-Khemia 2: Ochita Gakuen to Renkinjutsushi-tachi (Gotou)
- Mega Man Legends series (Barrell Caskett)
- My Hero One's Justice (Gran Torino)
- Puyo Puyon (Skeleton T)
- Radiata Stories (Jasune)
- Space Battleship Yamato series (Analyzer)
- Steambot Chronicles (Nutmeg)
- Suikoden V (Galleon)
- Wild Arms Alter Code: F (Aruhazādo)

### Roles de doblaje
- Casper (Stretch, Joe Nipote)
- Die Hard 2 (Fuji TV edition) (Leslie Barnes, Art Evans)
- Dinosaurs (Gus)
- DuckTales (Bigtime Beagle, Frank Welker)
- Full House (Lou, jefe de la tienda)
- Indiana Jones and the Last Crusade (edición de Fuji TV) (Sallah, John Rhys-Davies)
- El Señor de los Anillos: la Comunidad del Anillo (Cebadilla Mantecona, David Weatherley)
- Pippi Calzaslargas (Thunder-Karlsson, Dave Thomas)
- Loca Academia de Policía (Zed)
- Quincy, M.E. (Comandante Frank Monahan, Garry Walberg)
- Rocky IV (Duke, Tony Burton)
- The Sting (Edición DVD) (agente del FBI Polk, Dana Elcar)
- Tortugas Ninja II: El secreto del Ooze (profesor Jordan Perry, David Warner)
- V (Edición japonesa para TV) (Willie, Robert Englund)
- ¿Quién engañó a Roger Rabbit? (Marvin Acme, Stubby Kaye)